# 严续
嚴續（910年—967年），字興宗，同州（今陕西省大荔县）人。他是中国五代十国时期杨吴、南唐的官员，他在南唐最后两个君主李璟、李煜时官至宰相。

## 早年
严续生于910年，当时是吴王杨隆演在位。他的父亲严可求是吴国执政徐温的重要谋士。918年前后，徐温面临立嗣问题，是传位给他的养子徐知诰还是亲生儿子徐知询，严可求主张立徐知询。当时，徐温在金陵操控全局，徐知诰在国都扬州主持朝政。徐知诰于是把严可求外放为楚州（今江苏省淮安市）刺史，但是严可求说服徐温让他留在朝中，主持吴国建立正朔，表示不再是唐朝的藩镇。徐知诰转而决定和严可求和解，把女儿嫁给严可求的儿子严续。但成婚的年代不清楚。
嚴續十几岁的时候，严可求担任宰相，官至尚书右仆射、门下侍郎、同平章事。嚴續以父荫作为皇帝杨溥的补千牛备身，之后转任秘书省的官员秘書郎。嚴續虽然少年富贵，但还是保持谦逊和勤奋。937年，徐知诰取代吴国，建立南唐（之后徐知诰改名李昪），嚴續被任命为兵部侍郎、尚書左丞。

## 李璟时期
李昪於943年去世，传位于他的长子李璟。嚴續被任命为禮部尚書、中書侍郎。当时，许多官员依附宋齐丘。嚴續和翰林学士常夢錫持正不党。李璟对常梦锡说：“重臣之中，只有嚴續中立，但是他的才能不足。我怕他不能胜过朋党，你应该帮助他。”但不久後，常夢錫被免去他宣政院的职务，嚴續出为池州（今安徽省池州市）觀察使，常夢錫不再参与国政。
随后，江文蔚在朝堂上公开说：“嚴續是国家的勋戚，位极大臣。现在因为不依附奸臣，就被放逐，我们的下场可以知道了。” 结果宋齐丘朋党迫于公论，把嚴續重新召回朝中，任为中書侍郎、三司使（盐铁、户部、度支三司）。不过，嚴續后来离开朝廷，担任奉化军节度使（治所在今江西省九江市）。
嚴續在九江几年后，又入朝为中书侍郎、知尚書省。955年，李璟任命他为宰相，官至門下侍郎、同平章事。958年，南唐败于后周，割让了长江以北的国土，并且向后周称臣。李璟将他大部分的高层官员降级，以向后周显示谦卑，嚴續罢相为太子少傅（当时的太子是李弘冀）。嚴續的政敌陈觉在出使后周回来后，宣称后周皇帝柴荣指责嚴續抵制后周，命令李璟把他处死。李璟知道陈觉和嚴續之间不和，因此不相信这件事。他再派鍾謨出使后周，问到嚴續的事情，柴荣说，如果嚴續能为李璟出谋划策抵制后周的大军，则是南唐的忠臣，作为天下之主是不会叫别人杀害忠臣的。鍾謨回到金陵告诉李璟，李璟意识到是宋齐丘的阴谋。李璟赐陈觉和宋齐丘的同党李徵古自尽，听任宋齐丘到九华山归隐，次年宋齐丘自杀。
960年，后周殿前都点检赵匡胤取代柴荣的儿子周恭帝柴宗训，建立宋朝，赵匡胤即宋太祖，南唐继续是宋朝的附属国。柴荣姑表兄李重进在揚州（今江苏省扬州市）起兵反对赵匡胤。赵匡胤迅速打败李重进，李重进兵败自杀。宋朝兵临扬州，和南唐的国都金陵隔长江相望，李璟派嚴續和皇子李從鎰、大臣冯延鲁觐见皇帝赵匡胤，赵匡胤不久撤军。李璟从金陵迁都南昌，太子李从嘉负责在金陵监国，嚴續为右僕射和殷崇义辅佐李从嘉。李璟在961年去世。

## 李煜时期
李璟在961年去世後，他的灵柩归葬金陵，李从嘉即位，改名李煜，又将国都从南昌迁回金陵。李煜任命嚴續为司空、同平章事。不久后，韩熙载提议用铁铸钱，取代原来唐朝的铜钱，因为南唐缺乏铜来铸币。嚴續强烈反对韩熙载的提议，但李煜批准。这件事情导致通货膨胀，人们不信任新铁钱，继续使用铜硬钱和交易价值的10倍以上铁钱。
李煜的宰相里，嚴續诚实忠诚，但缺乏才识，他推荐的人缺乏能力，不能称职。有人（可能是江文蔚）写了一首《螃蟹赋》来讽刺嚴續。这时，因为军事事务繁多，最终负责军事事务的枢密院决策主要国政，嚴續的话经常不得采用。965年或在之前，在嚴續的请求下，他出任镇海军节度使（治所在今江苏省镇江市）。他担任镇海军节度使一年多，因病回到私第，967年后不久去世，时年五十七。谥号懿。

## 家庭
严续女很美貌，嫁给潘佑。后来有一次严氏早上化妆，潘佑偷看，严氏从镜子中看到他，吓得倒地。潘佑觉得她厌恶自己，就和她离婚了。